# Колежук Олексій Костянтинович
Олексій Костянтинович Колежук (нар. 1967) — український науковець, доктор фізико-математичних наук, член-кореспондент НАН України (з 2021 р.).
30 травня 2017 року затверджений членом Наукового комітету Національної ради України з питань розвитку науки і технологій при Кабінеті Міністрів України, з 25 вересня 2019 року обраний головою Наукового комітету.

## Біографія
- 1988 — закінчив з відзнакою фізичний факультет Київського державного університету (за фахом теоретична ядерна фізика)
- 1988–1995 — працював в Інституті металофізики Академії наук України, в 1991 захистив кандидатську дисертацію («Солітонна термодинаміка і функції відгуку низьковимірних магнетиків», науковий керівник професор Б.О.Іванов)
- 1995–2011 — старший науковий співробітник Інституту магнетизму НАН та МОН України
- 1997–2005, 2006–2007 — науковий співробітник, з 2002 року доцент Інституту теоретичної фізики при університеті в м. Гановер, Німеччина
- 2001 — отримав вчене звання Dr. habil. в Університеті м. Гановер, Німеччина
- 2004 — захистив докторську дисертацію («Елементарні збудження та квантові фазові переходи в спінових системах низької розмірності») в Інституті магнетизму
- 2005–2006 — гість-дослідник (Visiting Scholar) при фізичному факультеті Гарвардського університету, США
- 2007–2009 — доцент Інституту теоретичної фізики Рейнсько-Вестфальського технічного університету (RWTH Aachen), Німеччина
- 2010–2011 — професор (за сумісництвом) Інституту високих технологій Київського національного університету ім. Т. Шевченка
- з 2012 — провідний науковий співробітник (за сумісництвом) Інституту магнетизму НАН та МОН України
- з 2012 — професор Інституту високих технологій Київського національного університету ім. Т. Шевченка

## Основні напрямки наукової роботи
- низьковимірні спінові та ультрахолодні атомні системи
- екзотичний порядок в сильнокорельованих системах
- квантові магнетики в сильних магнітних полях
- домішки в квантових магнетиках

## Нагороди, гранти
- 1994 — грант International Science Foundation (верхні 5% рейтингу по б. СРСР)
- 2000–2003 — грант «Низьковимірні магнетики в сильних магнітних полях» Фольксваген-фонду (Volkswagen-Stiftung), керівник групи
- 2004–2009 — стипендія Гайзенберга Німецького Наукового Товариства (DFG)
- Державна премія України в галузі науки і техніки 2013 року — за цикл наукових праць «Нелінійні хвилі та солітони у фізиці конденсованого середовища» (у складі колективу)[3]

## Публікації
- більше 90 публікацій в реферованих журналах, входить до топ-100 найцитованіших вчених України [Архівовано 4 січня 2014 у Wayback Machine.]
- h-index (квітень 2020) = 27 (за базою Web of Science)
- публікаційний профіль в системі Publons (ResearcherID) [Архівовано 30 грудня 2017 у Wayback Machine.] ,  профіль в Скопус [Архівовано 2 квітня 2022 у Wayback Machine.], профіль в Google Scholar Citations [Архівовано 29 листопада 2014 у Wayback Machine.]